# Nesiotites hidalgo
La musaraña balear (Nesiotites hidalgo) era una especie de mamífero soricomorfo de la familia Soricidae. Es un animal extinto en épocas históricas.

## Distribución
Se encontraba en las Islas Baleares de Mallorca y Menorca. 